# IMCTA-C14
IMCTA-C14は、細菌の代謝物であるトレハロサミンのN-テトラデシル(C14)誘導体である。

## 概要
トレハロース構造を有する糖型界面活性剤として、4-トレハロサミンとテトラデカナールを原料として合成された。界面活性剤としての性質は、同程度の長さの脂肪鎖をもつ他の糖型界面活性剤とあまり変わらないが、 一方で、IMCTA-C14は低濃度でトレハロースと同様の生物活性を示す。培養細胞に対するオートファジー誘導については、トレハロースでは10 -100 mM程度の高濃度での処理が必要となるが、IMCTA-C14ではその1/3000程度の濃度で同様の活性が見られる。これに関連して、培養肝細胞における時計遺伝子（Period 1）の発現上昇作用について、トレハロースの1/1000の濃度でより強い作用を示すことが確認されている。生物活性が強い理由としては、細胞膜を構成するリン脂質のものと近い長さの脂肪鎖と、塩基性の強い第二級アミンが存在し細胞膜に対するアフィニティーが強いため、トレハロースにより機能が制御される膜タンパク質のグルコーストランスポーターや、甘味レセプターへの影響が強まるためと考えられる。